# Horia Colibășanu
Horia Colibășanu (Timişoara, Rumania, 4 de enero de 1977) es un escalador y montañero rumano. Fue el primer rumano en conquistar las cumbres del K2, Manaslu, Dhaulagiri y Annapurna. En 2009 Horia recibió el premio “Spirit of Mountaineering” por su papel en la operación de rescate de Iñaki Ochoa de Olza. Es dentista de profesión.

## Ochomiles ascendidos
- 2004: K2 (8.611 m) – primer rumano en ascender, sin oxígeno artificial[2][3]
- 2006: Manaslu (8.163 m) – primer rumano en ascender, sin oxígeno artificial[4]
- 2007: Dhaulagiri (8.167 m) – primer rumano en ascender, sin oxígeno artificial[5]
- 2009: Shishapangma Central Summit (8.013 m) – sin oxígeno artificial[6]
- 2010: Annapurna (8.091 m) – primer rumano en ascender, sin oxígeno artificial[7]
- 2011: Makalu (8.481 m) – sin oxígeno artificial[8]
- 2013: Lhotse (8516 m) - sin oxígeno artificial[8]
- 2017: Everest (8848 m) - sin oxígeno artificial[9]

## Otras ascensiones notables
- 1998: Gumachi (3.805 m), Elbrús (5.648 m)
- 1999: Khan Tengri (7.010 m)
- 2002: Elbrús (5.648 m)
- 2003: Cervino (4.462 m) – vía Lion ridge – Italia